# وسواس (ترانه اکسو)
«وسواس» (به کره‌ای: 집착)، (به انگلیسی: Obsession) ترانه‌ای از گروه پسرانه کره‌جنوبی-چینی اکسو است که در ۲۷ نوامبر ۲۰۱۹ به‌عنوان تک‌آهنگ لید ششمین آلبوم استودیویی‌شان، وسواس (۲۰۱۹) منتشر گردید. موزیک ویدئو ترانه نیز در همان تاریخ منتشر شد.

## تبلیغات
اکسو در نوامبر ۲۰۱۹ ترانه و آلبوم را با تیزرهای تبلیغاتی از جمله یک تریلر مفهومی چند دقیقه‌ای اکسودی‌اکس که نمایش «عضوهای اکس-اکسو» و همچنین یک تیزر موزیک ویدئو که ۶ ساعت قبل از انشار منتشر شد را در سراسر جهان تبلیغ کرد.

## جدول‌ها

### جدول‌های هفتگی
| جدول (۲۰۱۹)                                | اوج موقعیت |
| ------------------------------------------ | ---------- |
| ژاپن (۱۰۰ داغ بیلبورد ژاپن)                | ۳۳         |
| تک‌آهنگ‌های داغ نیوزلند (RMNZ)               | ۲۱         |
| سنگاپور (RIAS منطقه‌ای)                     | ۵          |
| کره جنوبی (Gaon)                           | ۱۳         |
| کره جنوبی (۱۰۰ داغ کی‌پاپ)                  | ۵          |
| ترانه‌های داغ دیجیتال جهان یو. اس (بیلبورد) | ۱          |

### جدول‌های ماهانه
| جدول (۲۰۱۹)      | اوج موفقیت |
| ---------------- | ---------- |
| کره جنوبی (Gaon) | ۲۶         |

## ستایش
| منتقد/نشریه | فهرست                    | رتبه | منابع  |
| ----------- | ------------------------ | ---- | ------ |
| بیلبورد     | ۲۵ ترانه برتر کی‌پاپ ۲۰۱۹ | ۱    | [ ۹ ]  |
| دی‌زد        | ۲۰ ترانه برتر کی‌پاپ ۲۰۱۹ | ۱۳   | [ ۱۰ ] |
| ریفاینری۲۹  | ۲۰ ترانه برتر کی‌پاپ ۲۰۱۹ | ۶    | [ ۱۱ ] |
| بازفید      | بهترین موزیک ویدئو کی‌پاپ | ۲    | [ ۱۲ ] |
| کولت‌سین     | ۵۰ ترانه برتر کی‌پاپ ۲۰۱۹ | ۸    | [ ۱۳ ] |

| برنامه                    | زمان           | منا.   |
| ------------------------- | -------------- | ------ |
| بانک موسیقی (کی‌بی‌اس)      | ۶ دسامبر ۲۰۱۹  | [ ۱۴ ] |
| بانک موسیقی (کی‌بی‌اس)      | ۱۳ دسامبر ۲۰۱۹ | [ ۱۵ ] |
| موزیک کور نمایش! (ام‌بی‌سی) | ۷ دسامبر ۲۰۱۹  | [ ۱۶ ] |
| موزیک کور نمایش! (ام‌بی‌سی) | ۱۴ دسامبر ۲۰۱۹ | [ ۱۷ ] |
| نمایش چمپین (ام‌بی‌سی)      | ۱۱ دسامبر ۲۰۱۹ | [ ۱۸ ] |